# Sunduki
Sunduki (rusky Сундуки, chakasky Сундухтар) je skupina svědeckých vrchů poblíž vesnice Ijus v Chakaské republice, která administrativně přináleží do Sibiřského federálního okruhu Ruské federace. Území Sunduki o rozloze 2 100 ha je od 18. června 2011 chráněno jako přírodní a kulturní rezervace a zároveň muzeum v přírodě, nazvané Музей-заповедник «Сундуки». Oblast Sunduki již od roku 1988 měla status přírodní památky.

## Geografie
Řada pěti svědeckých vrchů, protažená severojižním směrem,  je pokračováním Jefremkinského hřebene, jednoho z výběžků pohoří Kuzněckij Alatau (Кузнецкий Алатау). Názvy jednotlivých vrchů jsou dány jejich pořadím ve směru od severu k jihu: Pěrvyj Sunduk, Vtoroj Sunduk, Tretij Sunduk, Četvjortyj Sunduk, Pjatyj Sunduk (První, Druhý, Třetí atd.). Z administrativního hlediska se toto chráněné území se nachází na pomezí Ordžonikidzeského a Širinského okresu Chakaské republiky. Nadmořská výška kopců se pohybuje kolem 500 metrů – nejvyšší bod zde dosahuje 557 m n. m.  
Poněkud neobvyklý název „Sunduki“ znamená v překladu z ruštiny „Truhly“. Toto pojmenování bylo inspirováno vzhledem skály ve vrcholových partiích nejsevernějšího z řetězu těchto kopců, připomínající svým tvarem truhlu či bednu. Nejsevernější „Sunduk“ má také ještě chakaské jméno Хызыл-хая, tj. „Červená skála“, neboť jeho nápadný vrchol je tvořen červenohnědě zbarveným pískovcem, který jako sedimentární hornina pochází z období devonu. Všechny vrchy Sunduki mají zvláštní tvar – na východní straně kopců je strmý sráz, zatímco na západ směřují povlovné svahy. Někdy bývají k Sundukům počítány ještě další čtyři kopce, které leží jižně od Bílého Ijusu na pravém břehu této řeky. Jedná se o vrcholy Abyjach chaja (Абыях-хая, Bratrská skála), Krest chaja (Крест-хая, Křížová skála), Orta chaja (Орта-хая, Prostřední skála) a Uzun chaja (Узун-хая, Dlouhá skála).

## Předmět ochrany
Předmětem památkové ochrany jsou jak rostlinná společenstva člověkem nedotčených stepních lokalit, tak i památky kulturní a historické, jako jsou petroglyfy, starobylé pevnosti, kurgany, dávná pohřebiště atd. Mezi různé druhy chráněných rostlin patří i endemity jako Bupleurum scorzonerifolium (rusky володушка козелецелистная), místní druh dryádek (Dryas) nebo pantoflíček velkokvětý (Cypripedium macranthos, rusky Башмачок крупноцветковый) z čeledi vstavačovitých. Z ptáků se zde vyskytuje např. sokol stěhovavý, raroh velký, poštolka jižní, orel královský, orel stepní nebo výr velký.

## Archeologická a archeoastronomická lokalita
Na hoře Pervyj Sunduk, chakasky též Onlo (Онло) jsou pozůstatky opevnění Onlo, patřícího k typickým chakaským pevnostem sve. Zachovala se zde kamenná stěna, vedoucí podél západního úpatí hory a stoupající vzhůru ke skalním terasám. U Čtvrtého Sunduku byly nalezeny skalní kresba tří světů s vyobrazením postavení člověka mezi těmito světy. Nedaleko Sunduků se na skále v dolině Černé řeky nachází petroglyf „Bílý kůň“, přičemž vědci tento petroglyf datují do období paleolitu před zhruba 16 tisíci let. Komplex Sunduků, nezřídka označovaný jako „Sibiřské Stonehange“ nebo „Sibiřské pyramidy“, je především v centru pozornosti odborníků i laiků, zabývajících se archeoastronomií. Podle doktora historických věd Vasilije Laričeva ze Sibiřského oddělení Ruské akademie věd, vedoucího týmu, který na této lokalitě řadu let provádí archeologický průzkum, by Sunduki, stejně jako Stonehange, mohly být dávnou astronomickou observatoří z konce doby bronzové.

## Galerie

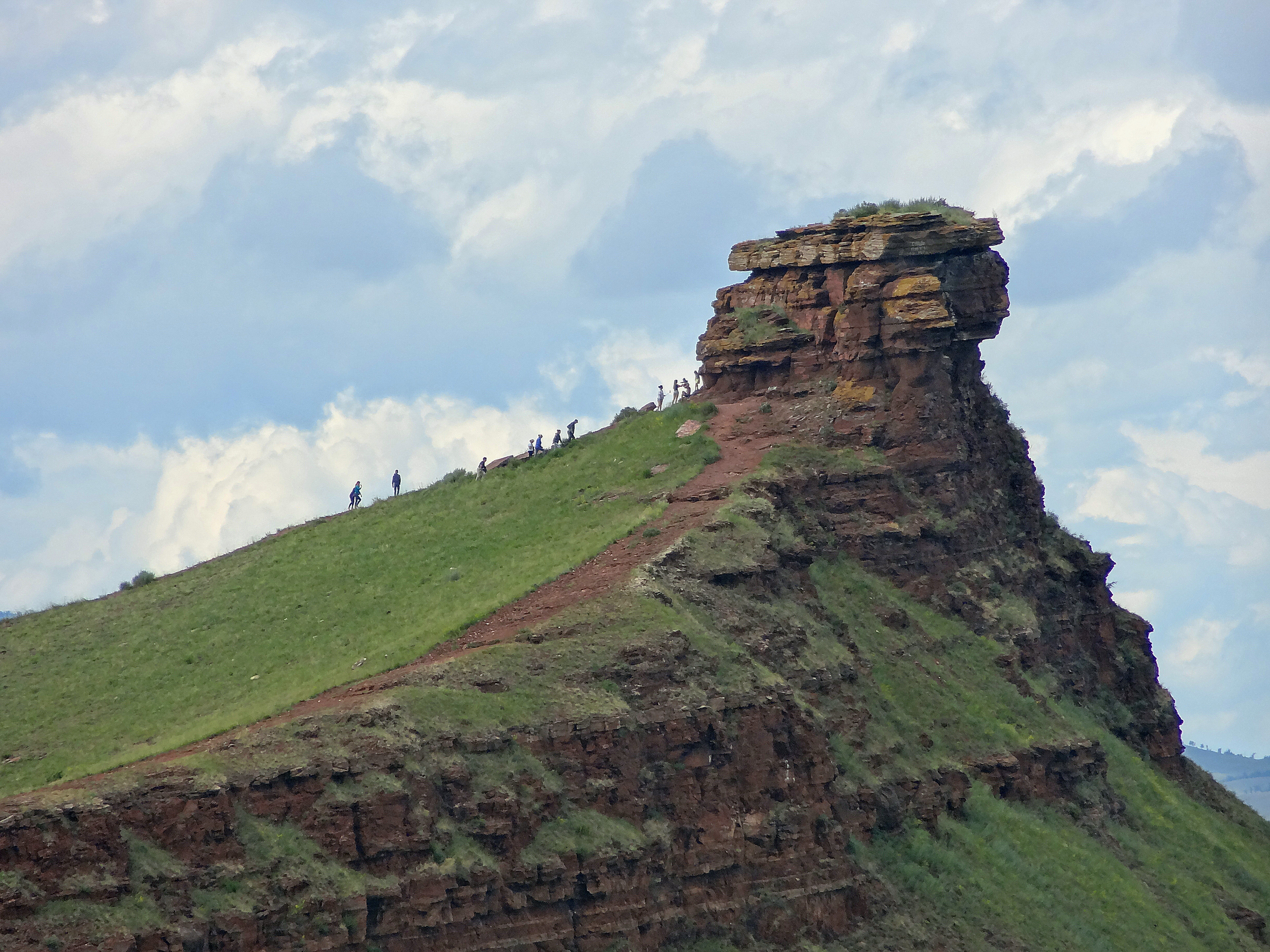
Vrchol Prvního Sunduku
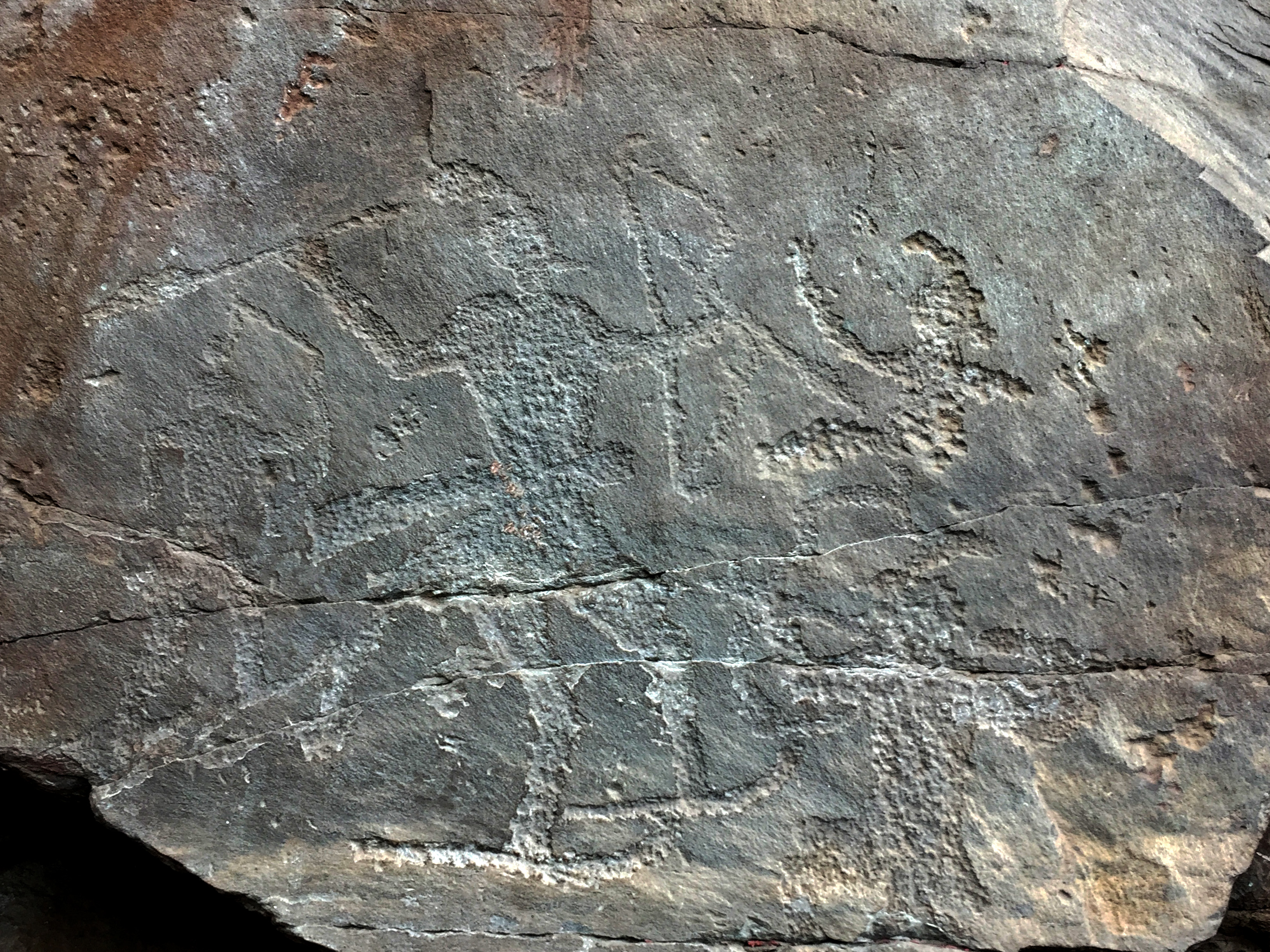
Petroglyf na Čtvrtém Sunduku (tzv. „Lyžař“)
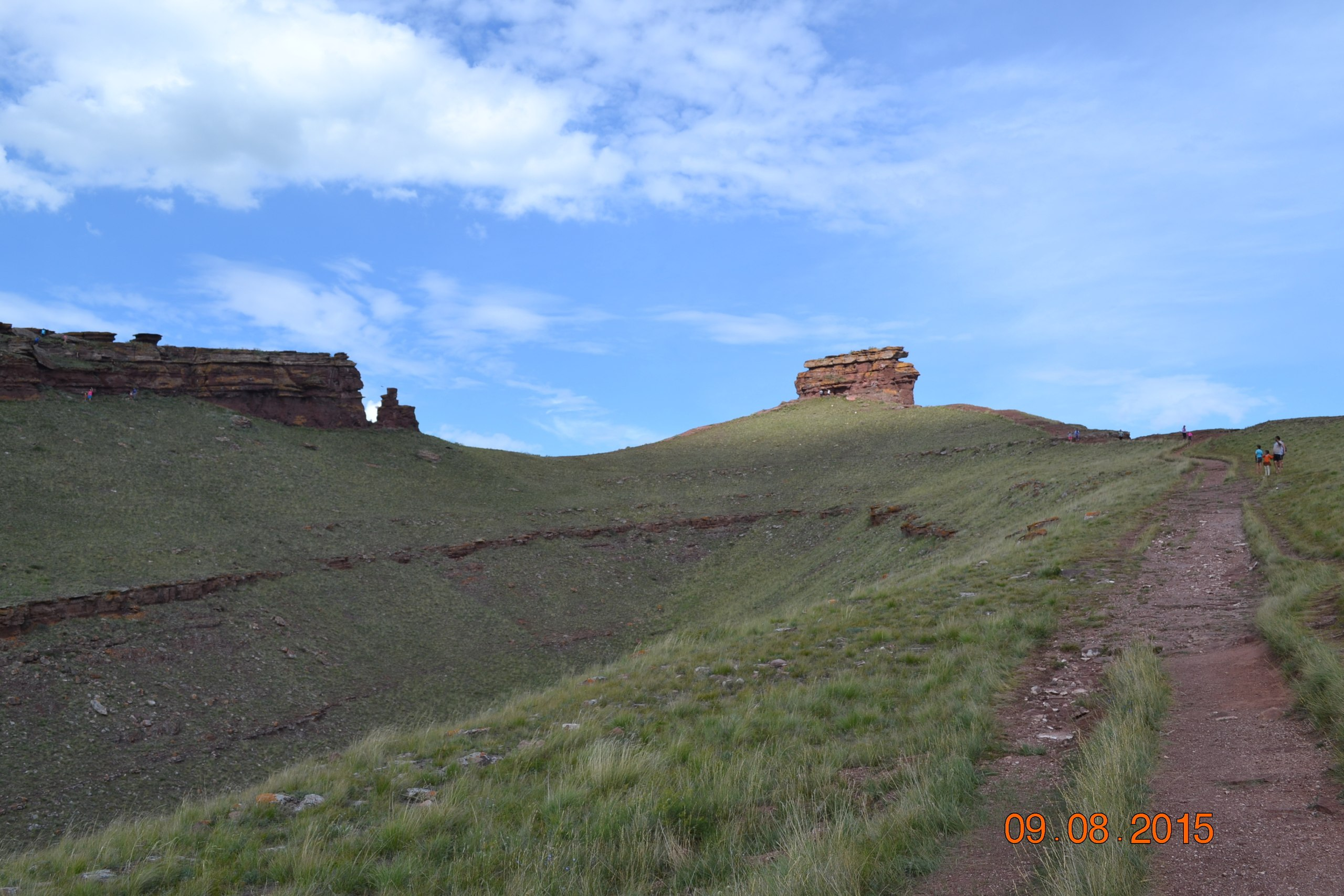
Skála „Šamanův trůn“
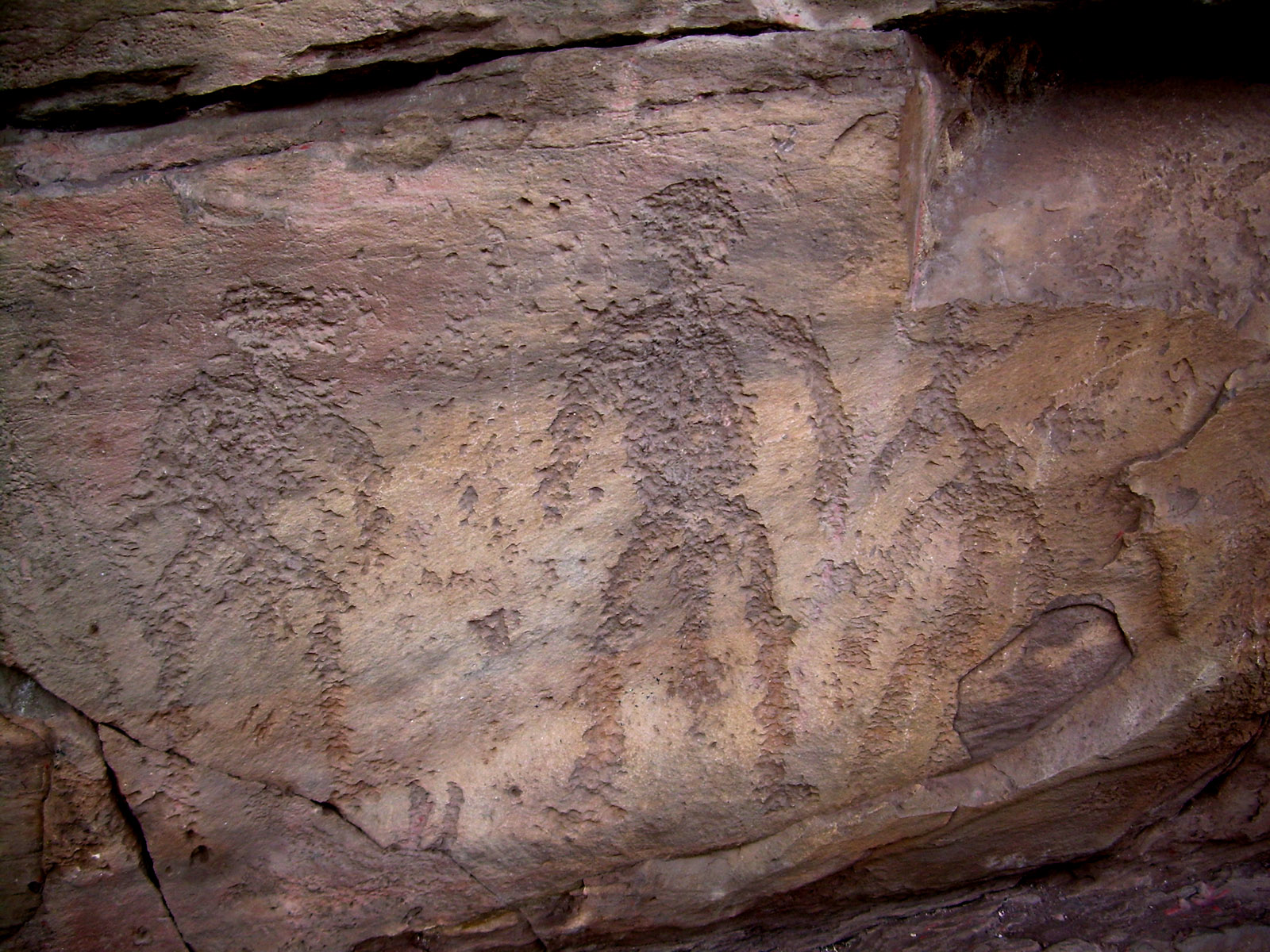
Vyobrazení lidských postav
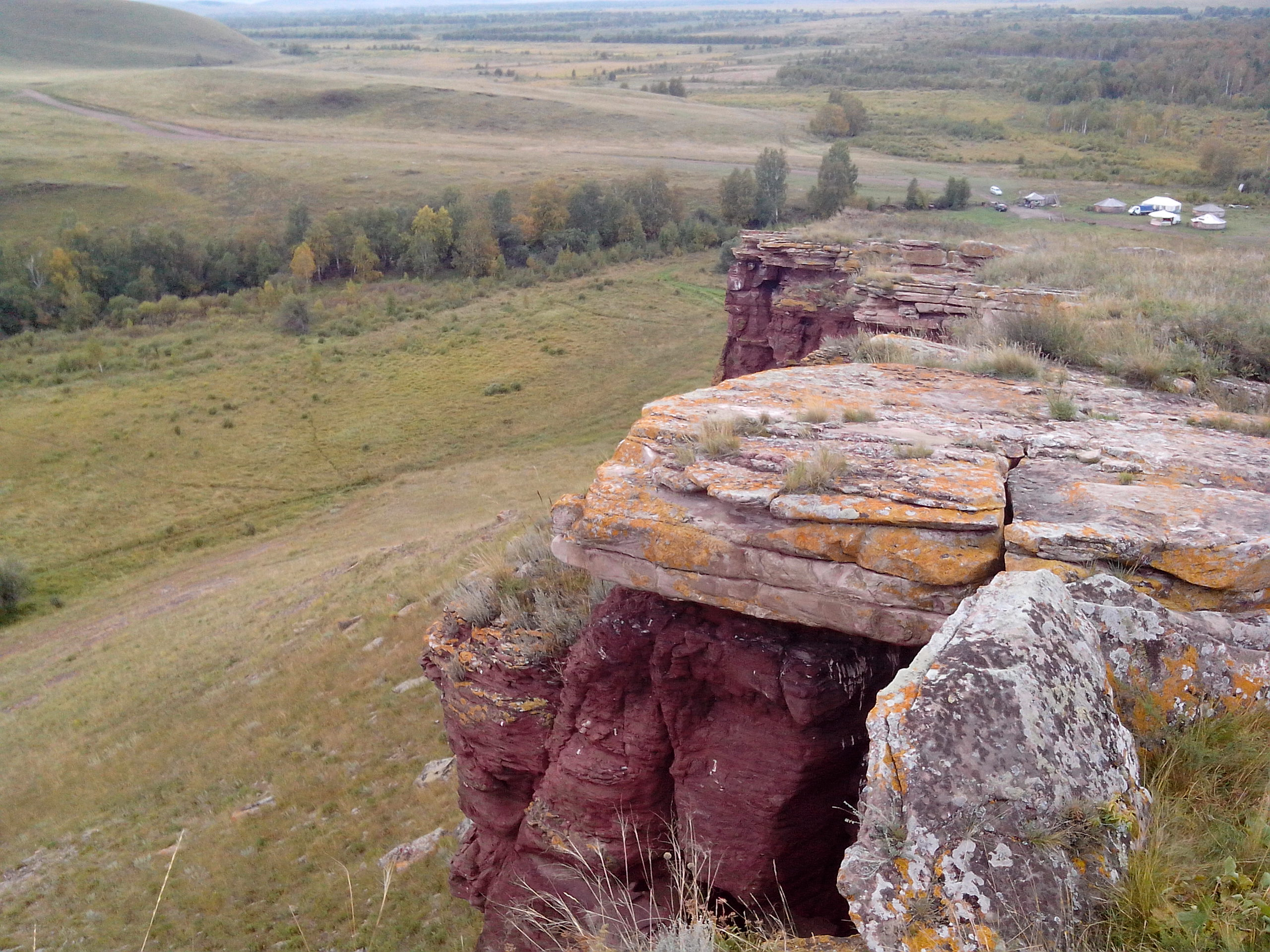
Pískovce na vrcholu hory